# SVG Kesselwagen Nr. 1002
Der Wagen Nr. 1002 ist ein vierachsiger Kesselwagen der Sylter Verkehrsgesellschaft (SVG). Heute befindet er sich im Besitz der Interessengemeinschaft Historischer Schienenverkehr e.V. (IHS).

## Geschichte
Der Marineflughafen „List“ auf Sylt benötigte für Treibstofftransporte einen geeigneten Transportwagen. Dieser wurde 1936 von der Waggonfabrik Uerdingen unter der Fabriknummer 40180 gebaut und am 10. Februar 1937 an das an die Sylter Nordbahn anschließende Meterspurnetz des Flughafens ausgeliefert.
Nach Ende des Zweiten Weltkriegs wurde der Wagen zur Treibstoffversorgung des Depots Westerland der SVG verwendet. Er pendelte beinahe ausschließlich zwischen dem Bundesbahnhof und dem Inselbahnhof und legte dabei pro Jahr nur rund 110 km zurück. Da aufgrund des Fehlens von Triebfahrzeugen mit Sauglufteinrichtung die Saugluftbremse des Wagens im November 1962 außer Betrieb genommen wurde, musste er bis zum Einbau einer Druckluftbremse im Dezember 1965 mit einer Ausnahmegenehmigung und einer Reihe von Auflagen, die das Triebfahrzeug (nur die Diesellokomotiven L 7 und L 20 waren zugelassen) und die Höchstgeschwindigkeit (6 km/h) betrafen, verkehren. Der Wagen 1002 war das letzte Betriebsfahrzeug der SVG, das mit einer Druckluftbremse nachgerüstet wurde.
Nach der Einstellung des Regelverkehrs auf der Sylter Inselbahn im Winter 1970/71 war der Wagen noch vereinzelt zur Treibstoffversorgung der Triebfahrzeuge der Abbauzüge im Einsatz. 1972 wurde er von der IHS erworben und ist seitdem als Unkrautvernichtungswagen bei der Selfkantbahn vorhanden. Vor dem Eintreffen dort 1973 war der Wagen kurzzeitig im Straßenbahndepot Mülheim-Speldorf abgestellt. Momentan (Stand April 2015) ist er betriebsfähig.